# Zlata Izraelski
Zlata Izraelski dite Zlata Izraelski, née le 7 juillet 1920 à Varsovie et morte le 8 juillet 1944 à Lyon, est une employée en confection, membre de la Résistance, assassinée par la police française.

## Biographie
Zlata Izraelski, née à Varsovie le 7 juillet 1920, est la fille de Michel Izraelski , un tailleur, et de Fajga Bromberg. Elle a trois frères, Samuel, (1917-), Henri (1922-) et Charles (1927-). La famille émigre en France en 1920. Ils vivent dans le 18e arrondissement de Paris, 47 rue Boinod, et sont naturalisés français.
Michel Izraelski tient un magasin de confection pour dames, 50 rue de Chabrol dans le 10e arrondissement de Paris mais fait faillite en 1934. Vers 1937, les époux Izraelski partent pour Lyon avec leurs trois plus jeunes enfants, Lola, Henri et Charles. Ils y retrouvent deux frères de Michel Izraelski  et leur famille : Juda Izraelski, sa femme Régine et leur fils Max et Charles Izraelski et son épouse Fanny. Ils s’installent 5 place Croix-Paquet qui leur sert de logement et d’atelier de couture.
Samuel Izraelski , le fils aîné reste à Paris ainsi qu'un troisième frère de Michel Izraelski, Zelik Izraelski.
En 1938, le conseiller municipal de Paris, Louis Darquier de Pellepoix, un antisémite revendiqué, accuse publiquement Michel Izraelski de faillite frauduleuse « Parmi les faillis, il y a incontestablement une majorité de Juifs. Le grand système juif, en effet, consiste à empocher quand on gagne et ne pas payer quand on perd […]. Je lis au hasard, parmi mes notes, une liste de faillites : Izraelski Michel, 44 ans […]. ».
En juin 1939, Lola Izraelski se trouve parmi les jeunes Juifs qui accueillent à Lyon Bernard Lecache, président de la Ligue internationale contre l’antisémitisme (LICA). Elle s'engage dans la Résistance.
Michel Izraelski est mobilisé et affecté au service auxiliaire. Zelik Israelski n'est pas appelé malgré son souhait de s'engager, Juda Izraelski s'engage volontairement, il est incorporé dans un régiment de marche de volontaires étrangers (RMVE). Samuel Izraelski, incorporé dans le 33e régiment d’infanterie coloniale à Montauban, est blessé le 8 novembre 1939 et démobilisé le 5 septembre 1940, puis s'installe à Lyon.
Zelik Izraelski quitte Paris le 20 mars 1941 pour se réfugier à Lyon chez son frère Michel. Après différentes restrictions de séjour et de circulation imposées par la police, il est assigné à résidence, loin de Lyon, à Pont-de-Vaux « afin d’éviter ses déplacements suspects » et, finalement, il est interné fin 1942 ou début 1943 au 128e Groupe de travailleurs étrangers (GTE) à Leyment. Les groupements de travailleurs étrangers sont créés par le gouvernement de Vichy afin d'exclure de l'emploi « les étrangers en surnombre dans l’économie nationale ». Ils sont internés et soumis au travail obligatoire. Profitant d'une permission, Zelik Izraelski passe dans la clandestinité.
Le 20 février 1943, Juda Israelski est arrêté à Lyon et incarcéré au Fort du Paillet, transféré au camp de Gurs, puis à Drancy et déporté le 6 mars 1943 à Majdanek par le convoi n° 51.
Michel Izraelski qui a quitté Lyon pour se réfugier à Nice, est arrêté et déporté à Auschwitz le 7 octobre 1943, par le convoi n° 60 au départ de Drancy. Il y meurt peu après son arrivée, le 12 octobre 1943,.
Le 30 mars 1944, Fanny Izraelski, la tante de Lola Izraelski est arrêtée lors d'une rafle à la clinique Mon Repos à Ecully, conduite à la prison de Montluc, transférée à Drancy puis déportée le 29 avril 1944 à Auschwitz par le convoi n° 72.
Le plus jeune frère de Lola, Charles Izraelski qui se nomme désormais officiellement Charles Lavégie, membre d’un maquis depuis août 1943, est blessé en avril 1944. Le 24 juillet, il est envoyé à Lyon en soutien d’un groupe décimé par des arrestations. Il a du mal à rencontrer son contact malgré plusieurs tentatives, en attendant, il loge au domicile familial où se trouve toujours Lola Izraelski.
Le 28 juillet 1944, vers 12 h 15, la police se présente chez eux pour un contrôle. Charles tente de s'enfuir, dans la confusion qui s'ensuit, les policiers tirent, Lola Izraelski reçoit une balle en pleine poitrine et meurt sur le coup. Charles Lavégie est blessé mais parvient à s'échapper.
Une autre femme se trouve dans le logement lors de la fusillade, elle est arrêtée par la police. D'après la date d'arrestation, il semble qu'il s'agisse de  Régine Izraelski. Après un passage à la prison de Montluc, elle est déportée le 11 août 1944 à Auschwitz par le convoi n° 78. Elle est rapatriée le 2 juin 1945.
Zlata Izraelski est inhumée le 1er  août 1944 au cimetière israélite de la Mouche (Lyon 7e). La mention Mort pour la France, sur décision en date du 9 mars 1948, est ajoutée sur son acte de décès.

## Hommages posthumes
Une plaque commémorative apposée sur le domicile de la famille Izraelski, 5 place Croix-Paquet, porte l’inscription « Ici est tombée héroïquement le 28 juillet 1944 à l’âge de 24 ans Melle Lola Izraelski Morte pour la France »,.